# Sillerup Mølle
Sillerup Mølle er en tårnmølle, opført i 1859 med galleri, hvor både undermølle og overmølle fremstår med helpudset, hvidkalket murværk. Den er – som de fleste helmurede møller – rund af form indvendig, men som de hollandske vindmøller ottekantet udvendig, hvilket er usædvanligt for tårnmøllerne. Møllen, der ligger på en bakketop udenfor landsbyen Sillerup, ca. 8 km nordøst for Haderslev, er bygget som kornmølle med boghvedemølleri og bageri i tilknytning til hovederhvervet.
Møllen består af fem lofter. Hele konstruktionen hører med sine ca. 22 meter i højden til de største blandt bevarede danske tårnmøller. 
Hatten er bådformet og beklædt med pap. Vingerne er fornyet i 1994 med et vingefang på 22 meter, og de er monteret med hækværk til sejl. Møllen krøjes manuelt fra galleriet. 
Møllen er efter restaureringen fuldt funktionsdygtig. Den er udstyret med meget af det originale inventar og værktøj. Inventaret består bl.a. af fire kværne, sigter og en skallekværn. Der males både mel til brød og byg til dyrefoder. 

## Konstruktion og teknik
Sillerup Mølle er en ottekantet, helmuret tårnmølle af prototypen hollandsk vindmølle med galleri. Møllen har fem lofter og hatten er bådformet. Vingerne har klapsejl og bæres af en ca. to tons tung aksel af jern. Vingehovedet er udsmykket med en forgyldt stjerne.  Krøjeværket er monteret med to krøjebjælker, der går på tværs af hatten. Vingerne har været beskadiget i flere omgange, og i en periode stod møllen med blot én vinge, indtil også denne blev ødelagt ved et lynnedslag den 12. november 1979. De nuværende vinger blev monteret i 1994 på grundlag af nogle tegninger af ældre vinger fra 1921. 

### Opbygning i etager

#### Underetagen
Adgangen til møllen sker gennem en dobbeltdør med udskæringer. I det nederste rum har der været kundemodtagelse, og her er også vægte, skæppemål og sigten til hvedemel opstillet. 

#### Broloftet
Det nederste af de egentlige lofter, Broloftet, har navn efter broen, som er den konstruktion, der bærer kværnene på loftet ovenover. De kraftige bærende stolper kaldes brostolperne. På broloftet er ”meltudene”, som leder melet ned i sækkene. Her står også en lille boghvedekværn, som drives af en aksel, der er ført igennem helt oppe fra ’’stjernehjulsloftet’’. Der er ligeledes installeret en grynvifte, som renser grynene. Konstruktionen er i sig selv en lille supplerende mølle. 

#### Kværnloftet
Kværnene, der maler kornet, er placeret på kværnloftet. Der er opstillet to skallekværne og to skråkværne. Skallekværnene har været benyttet til at producere byggryn eller til afskalning af hvede. Selve hovedakslen, der løber tværs ned gennem møllen, ender på dette niveau i et leje.  Fra kværnloftet er der direkte adgang til galleriet, hvorfra møllen krøjes manuelt ved hjælp af et spil. Svikningen foretages ligeledes fra galleriet. 

#### Stjernehjulsloftet
I løbet af 1700-tallet udvikledes det såkaldte stjernehjul, en mekanisme, der fordeler kraften til kværnene. I mange møller er dette installeret på kværnloftet, men Sillerup Mølle har et selvstændigt loft til stjernehjulet Det er tilsluttet fire stokkedrev, som hver især er indrettet til den nødvendige hastighed. Forskellen i diameter på stjernehjulet og kværnenes mindre stokkedrev øgede kværnenes hastighed betragteligt i forhold til tidligere møllers egenskaber.

#### Lorrisloftet
Næste loft, lorrisloftet domineres af to hejseværker, hvorfra det gennem lemme har været muligt at hejse sække op og ned efter behov gennem luger i gulvene. Adgangen hertil sker ad en smal trappe. Hejset er fastgjort til to bomme, som tvinger to lodretstillede hjul i indgreb med et vandret stillet hjul, der er kilet fast på ’’kongevellen’’. 

#### Møllehatten
Mølleakslen, der bærer vingerne, er via et hathjul forbundet til et stort vandret kamhjul i toppen af møllen. Dette kamhjul kaldes ”krondrevet”. Når møllen er i funktion, er hathjulet og krondrevet i indgreb, hvilket vil sige, at tænderne på hjulene er skubbet ind mellem hinanden. Krondrevet er tilsluttet toppen af en lodretstående aksel, som føres gennem de to næste lofter i møllen.  Rundt om hattehjulet sidder møllens bremse, persen.

## Historie
De gamle annaler nævner eksistrensen af en Sillerup Mølle, som skulle nedlægges, idet mølleskylden 
blev fordelt på Ansø og Skærbæk Mølle .
Den eksisterende mølle er væsentligt yngre, opført i 1859, hvor Laue Enevoldsen købte rettighederne til at drive mølle i Sillerup. Privilegierne på mølledrift i det daværende Hertugdømmet Slesvig udstedtes på dette tidspunkt af ministeriet for Slesvig-Holsten, men det var ikke særlig rentabelt at drive møllen, som i begyndelsen ikke kunne forrente opførelsessummen på 16.444 rigsdaler. Møllen blev allerede solgt året efter, og ved en ny handel i 1863 blev den erhvervet af Heinrich Wilhelm Freese.  Efter 2. slesvigske krig var Slesvig under preussisk herredømme, og efter samlingen af de tyske delområder i 1871 en del af Det Tyske Kejserrige indtil genforeningen med Danmark i 1920. Møllen tilhørte familien Freese i hele perioden fra 1863 til den blev overtaget af ’’Den selvejende institution Sillerup Mølle’’ i 1984. 
Møllen undergik i denne lange periode relativt få tekniske ændringer. Den væsentligste forekom i 1927, hvor der blev installeret en Deutz dieselmotor årgang 1914, der fungerede som hjælpemotor, når vinden var for svag til at dreje vingerne. Møllebruget omfattede også stuehus, staldbygninger, gårdsplads og et lille bageri med en stenovn. Vingerne blev afmonteret i 1964, hvorefter den arbejdede alene ved hjælp af dieselmotoren. Ved den omfattende restaurering fra 1984 til 1994 fik møllen både ny hat, nyt galleri og nyt krøjeværk. Siden genåbningen i 1994 har den været i funktion de fleste weekender i sommerhalvåret. Møllen drives uden offentlig støtte.  
- Møllerboligen i forgrunden og møllen i baggrunden
- Der arbejdes på broloftet på ”møllens dag” 20. juni 2009
- Sillerup Mølle set fra bagsiden med krøjeværket, der er placeret over galleriet

- Wikimedia Commons har flere filer relateret til Sillerup Mølle